# Musculus articularis cubiti
A musculus articularis cubiti egy apró izom az ember könyökénél.

## Eredés, tapadás, elhelyezkedés
A háromfejű karizom (musculus triceps brachii) középső fejének mély felszínű distalis részéről ered. A könyök hátsó felszínén tapad. (pontos kép nem áll rendelkezésre)

## Funkció
Emeli az ízületet.

## Beidegzés
A nervus radialis (C6, C7 , C8) idegzi be.

## Külső hivatkozások
- Kép, leírás
- Leírás Archiválva 2007. december 9-i dátummal a Wayback Machine-ben